# Черніка
Черніка (рум. Cernica) — село у повіті Ілфов в Румунії. Адміністративний центр комуни Черніка.
Село розташоване на відстані 14 км на схід від Бухареста, 147 км на південь від Брашова.

## Населення
За даними перепису населення 2002 року у селі проживали 2799 осіб.
Національний склад населення села:
| Національність | Кількість осіб | Відсоток |
| -------------- | -------------- | -------- |
| румуни         | 2329           | 83,2%    |
| цигани         | 456            | 16,3%    |
| угорці         | 7              | 0,3%     |

Рідною мовою назвали:
| Мова      | Кількість осіб | Відсоток |
| --------- | -------------- | -------- |
| румунська | 2785           | 99,5%    |
| угорська  | 6              | 0,2%     |